# 國際廚藝學院
國際廚藝學院（英語：International Culinary Institute），是香港一間職業培育訓練餐飲業相關技能的學院，於2014年開辦，旨在培育廚藝和款待人才，以鞏固香港作為美食之都和教育樞紐的地位。該學院開辦與飲食技術相關的全日制的高級文憑及基礎文憑課程，並設有飲食兼讀制課程予市民修讀。

## 沿革
在亞洲區，具品牌的廚藝學院不多，香港的職業訓練局轄下的中華廚藝學院在10年來建立起良好名聲，畢業生達近100%就業，前景理想。政府原意藉此優勢，為青年提供更多升學以外的出路，在《施政報告》中提出撥款5億港元，於南區興建國際廚藝學院，以促進旅遊、餐飲、零售及葡萄酒等相關行業的發展。於施政報告中，行政長官曾蔭權建議在職業訓練局屬下設立國際廚藝學院，用以培育人才及吸引世界各地專才來香港。預計於2014年開始，每年培育逾2,000位具證書至高級文憑學歷的專業西式廚師，學習烹調米芝蓮頂級菜色和品味紅酒，將香港繼承美食天堂之後，打造成為國際美食之都。目前，職業訓練局與多間外國著名機構簽署合作備忘錄，包括專門培訓品酒師的法國波爾多葡萄酒行業聯合會，以及意大利、日本及德國等多國的培訓機構，目前則正在尋求與墨西哥及巴西機構合作。
2012年，職業訓練局已經向香港政府申請撥出薄扶林3幅土地用作興建國際廚藝學院，選擇地址鄰近被評級為歷史建築物的伯大尼修院和前牛奶公司高級職員宿舍，涉及資本開支5億港元。職業訓練局同時考慮將前牛奶公司高級職員宿舍納入發展活化範圍，以提供額外空間及設施作為戶外用餐、管家訓練及其他有關訓練用途。對於校舍設計，職業訓練局構思以「鹽結晶體」為概念，因為鹽是全球通用的烹飪調味料；構思中的校舍將會採用傾斜外牆設計，與毗鄰的伯大尼修院等歷史建築物的金字頂設計互相呼應，平台採用透明物料用以增加透視效果，屆時人士可以飽覽附近歷史建築群。其他設計還包括加建文物徑將校舍連接至附近所有歷史建築物，讓公眾了解薄扶林的歷史。此外，職業訓練局擬建一條隧道連接國際廚藝學院、前牛奶公司高級職員宿舍及職業訓練局薄扶林大樓，以方便就讀不同課程的學生可以加強聯繫，共同享用資源。興建項目已經取得教育局及南區區議會支持，亦獲得香港政府原則上批准，惟香港政府尚且需要接納古物古蹟辦事處的意見，再作決定。
由於國際廚藝學院選擇地址毗鄰有多幢歷史建築物──伯大尼修院、舊牛奶公司寫字樓主樓、高級職員宿舍及牛棚。古物古蹟辦事處建議職業訓練局盡量縮小國際廚藝學院的建設規模，以減少對上述歷史建築物所造成的視覺影響，並且盡可能在平台提供更多空間予公眾觀賞鄰近的歷史建築物。
2013年7月12日，立法會財務委員會通過6億5,750萬港元用以發展國際廚藝學院。
學院自2014年開辦而來收生情況理想，出現超額收生的情況。2019年4月，審計署的審計報告指，在2016至2017學年，學院的全日制高級文憑、全日制文憑及全日制證書課程出現超收情況，收生率分別是143%、107%及164%，而後兩者已連續兩年超收學生。國際廚藝學院22項全日制課程中，有超過一半、即12項的收生率高於100%，由106%至207%不等；6項兼讀制課程中，有3項的收生率由107%至120%不等。

## 課程
國際廚藝學院除了教授歐美及地中海等地菜餚，亦會教授品酒，亦會配合香港發展成為紅酒中心而提供的品酒課程，例如邀請品酒大師到來香港開辦紅酒評賞班等；此外，亦會提供餐飲管理、會議展覽業、配對美食、貯存及商貿相關課程等課程，讓學生日後有多元化的發展。國際廚藝學院計劃每年提供逾2,000個學額，包括400個職前培訓學額，其餘均為在職培訓學額；課程包括證書、文憑及高級文憑等，包括品酒及餐飲業高級文憑等等。資歷獲得香港資歷架構認可，亦與國際水平接軌，畢業生將來可以往歐洲發展。國際廚藝學院每年經費約4,100萬港元。

### 全日制課程
- 葡萄酒及飲品商業管理高級文憑
- 國際主題樂園及項目管理高級文憑
- 西式包餅及糖藝高級文憑
- 廚藝高級文憑
- 國際廚藝文憑
- 西式包餅及糖藝文憑

### 兼讀制課程
- 國際廚藝及廚務管理專業文憑
- 葡萄酒及飲品國際商業管理專業文憑
- 衞生督導員證書 / 衞生經理證書
- 酒店及廚藝證書
- 技能測試培訓課程

## 相關參見
- 中華廚藝學院
- 香港專業廚藝學院
- 巴黎藍帶廚藝學校

## 校舍
國際廚藝學院在新大樓落成前借用中華廚藝學院進行教學，直至位於香港島薄扶林的新大樓於2018年10月落成後遷到該大廈辦學。國際廚藝學院大樓鄰近職業訓練局薄扶林訓練中心綜合大樓，大樓佔地面積12,500平方米，樓面面積達6,600平方米，樓高6層，設施包括教學示範廚房、酒窖、試酒室、餐廳、課室及實驗室等。國際廚藝學院鄰近中華廚藝學院，與職業訓練局的實習酒店連成一體，為學生提供一條龍式的餐飲及款待培訓服務。

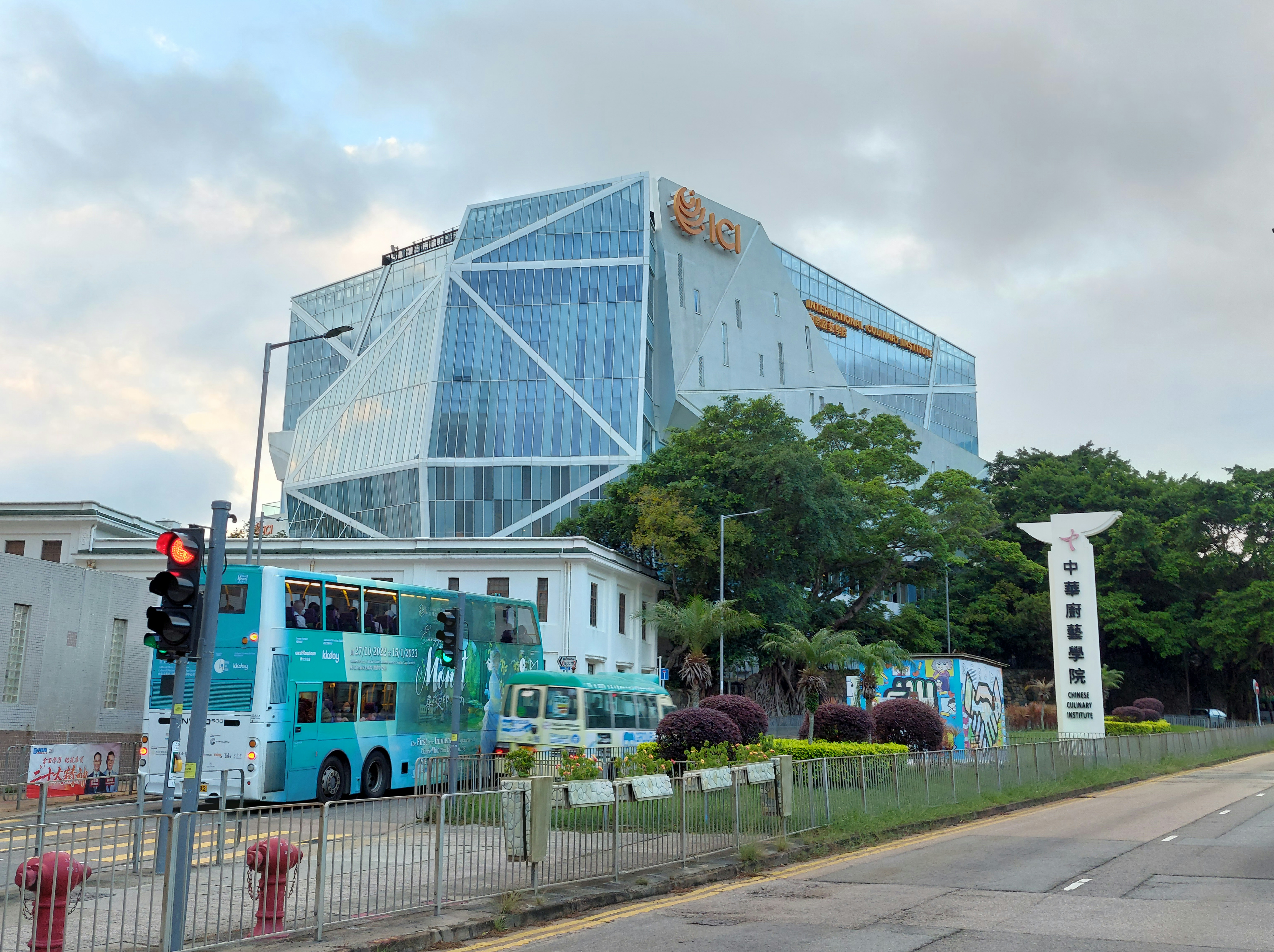
學院大樓（2022年11月）

## 外部連結
- 官方网站